# Bonvillard
Bonvillard és un municipi francès situat al departament de la Savoia i a la regió d'Alvèrnia-Roine-Alps. L'any 2007 tenia 333 habitants.

## Demografia

### Població
El 2007 la població de fet de Bonvillard era de 333 persones. Hi havia 125 famílies de les quals 38 eren unipersonals (21 homes vivint sols i 17 dones vivint soles), 29 parelles sense fills, 41 parelles amb fills i 17 famílies monoparentals amb fills.
La població ha evolucionat segons el següent gràfic:
Habitants censats

### Habitatges
El 2007 hi havia 195 habitatges, 140 eren l'habitatge principal de la família, 38 eren segones residències i 18 estaven desocupats. 193 eren cases i 2 eren apartaments. Dels 140 habitatges principals, 110 estaven ocupats pels seus propietaris, 23 estaven llogats i ocupats pels llogaters i 7 estaven cedits a títol gratuït; 2 tenien una cambra, 7 en tenien dues, 30 en tenien tres, 32 en tenien quatre i 68 en tenien cinc o més. 132 habitatges disposaven pel capbaix d'una plaça de pàrquing. A 65 habitatges hi havia un automòbil i a 65 n'hi havia dos o més.

### Piràmide de població
La piràmide de població per edats i sexe el 2009 era:
| Homes | Edats   | Dones |
| ----- | ------- | ----- |
| 0     | 95 o +  | 0     |
| 0     | 90 a 94 | 4     |
| 8     | 85 a 89 | 4     |
| 4     | 80 a 84 | 0     |
| 0     | 75 a 79 | 0     |
| 8     | 70 a 74 | 8     |
| 8     | 65 a 69 | 8     |
| 8     | 60 a 64 | 20    |
| 0     | 55 a 59 | 4     |
| 8     | 50 a 54 | 0     |
| 12    | 45 a 49 | 0     |
| 8     | 40 a 44 | 4     |
| 12    | 35 a 39 | 20    |
| 4     | 30 a 34 | 0     |
| 8     | 25 a 29 | 16    |
| 0     | 20 a 24 | 0     |
| 4     | 15 a 19 | 8     |
| 12    | 10 a 14 | 4     |
| 12    | 5 a 9   | 8     |
| 0     | 0 a 4   | 8     |

## Economia
El 2007 la població en edat de treballar era de 190 persones, 147 eren actives i 43 eren inactives. De les 147 persones actives 144 estaven ocupades (85 homes i 59 dones) i 3 estaven aturades (2 homes i 1 dona). De les 43 persones inactives 20 estaven jubilades, 7 estaven estudiant i 16 estaven classificades com a «altres inactius».

### Ingressos
El 2009 a Bonvillard hi havia 137 unitats fiscals que integraven 351 persones, la mediana anual d'ingressos fiscals per persona era de 16.691 €.

### Activitats econòmiques
Dels 11 establiments que hi havia el 2007, 1 era d'una empresa extractiva, 1 d'una empresa de fabricació d'altres productes industrials, 7 d'empreses de construcció, 1 d'una empresa de serveis i 1 d'una empresa classificada com a «altres activitats de serveis».
Dels 4 establiments de servei als particulars que hi havia el 2009, 2 eren paletes, 1 guixaire pintor i 1 fusteria.
L'any 2000 a Bonvillard hi havia 7 explotacions agrícoles.

## Equipaments sanitaris i escolars
El 2009 hi havia una escola elemental.

## Poblacions més properes
El següent diagrama mostra les poblacions més properes.